# 禁帯出
禁帯出（きんたいしゅつ）とは、図書館などにおける資料の貸出区分の一つ。一般に、この指定がなされている資料は館内での閲覧のみが可能となり、館外への持ち出し（貸し出し）は禁じられる。
該当する資料には、目立つ場所（図書であれば背表紙）に「禁帯出」もしくは「R」（Reference onlyより）と書かれた赤いラベルが貼り付けられる。「禁帯」と省略する場合もある。

## 禁帯出指定の意味
禁帯出指定の原因として、
- 資料の館外持ち出しによる汚損・破損の事故。
- 長期間一個人に占有されることによる他の利用者への迷惑。

これらの防止などが挙げられる。

## 禁帯出に指定されるもの
指定されるものは、大きく3つに分けられる。
事実解説的資料
白書、辞書、事典、便覧、統計、年鑑、図録など。
案内指示的資料
書誌、目録、索引など。
レファレンスブック（参考図書）
一部分を読むだけで、利用者の目的が達成するため。
このほか、高価本、郷土資料、特殊資料、貴重書、希書、新聞や雑誌の最新号、人気図書の複本の一部などを、禁帯出として指定することもある。また、大学では紀要や視聴覚資料が禁帯出になっている場合もある。

## 「館内」との違い
「禁帯出」の他に、「館内」というラベル表示もある。だが、その表示は禁帯出と同じく「図書館内でしか読めない」という意味なので、はっきりとした違いはない。

## 禁帯出の貸し出し
禁帯出に指定された図書であっても、館長が認めた場合は、特別に貸し出しができる。例えば、閉館時刻の直前から翌日の開館時刻直後まで（閉館1時間前から開館1時間後までなど）、すなわち「一夜」に限って貸し出す「一夜貸し」というルールを定めている図書館がある。また、図書館設置元の自治体の関係機関や、他の図書館または博物館などの類縁機関には、禁帯出図書の貸し出しを認める図書館がある。